# Moscheea Albastră din Tabriz
Moscheea Albastră din Tabriz este o moschee din orașul Tabriz, Iran. Aceasta este cea mai importantă și mai cunoscută moschee din acest oraș, fiind monument național.

## Istorie
Moscheea Albastră din Tabriz a fost construită din ordinul lui Jahan Shah, conducătorul dinastiei turkmene Kara Koyunlu. Dorința sa a fost ridicarea unui măreț edificiu religios în capitala regatului său pentru a-și arăta influența și pietatea. După asasinarea sa din anul 1457 de către rivalul său Uzun Hassan, membru al dinastiei Aq Koyunlu, trupul lui Jahan Shah a fost depus într-un mormânt în partea sudică a moscheii. Abia în anul 1465 construcția locașului a fost finalizată, imediat după înălțarea domului.
În anul 1501, Tabrizul a devenit capitala Imperiului Safavid, odată cu încoronarea lui Ismail I ca șah al Persiei. Se presupune că ceremonia de încoronare ar fi avut loc în Moscheea Albastră, acest edificiu devenind moscheea națională a Persiei. În anul 1514, otomanii conduși de sultanul Selim I cuceresc orașul și jefeuiesc moscheea. În jur de opt covoare imense au fost luate de către sultan la Palatul Topkapî din Istanbul. După recucerirea orașului, safavizii restaurează locașul dându-i o frumusețe unică. Moscheea cuprindea de asemenea un complex format dintr-o scoală, o baie publică și o bibliotecă.
În anul 1779, un cutremur puternic distruge cea mai mare parte a edificiului transformându-l într-o ruină. Edificiul a fost lăsat în paragină până în anul 1973 când au început lucrările de restaurare din inițiativa arhitectului Reza Memaran Benam și sub patronajul Ministerului Iranian al Culturii.

## Arhitectură
Moscheea Albastră din Tabriz este unul dintre cele mai spectaculoase exemple de arhitectură islamică iraniană, combinând stilurile timurid cu cel safevid. Pereții exteriori ai locașului sunt acoperiți cu plăci de gresie colorate în albastru cu ornamente florale sau geometrice de culoare albă cu contur negru. Modele asemănătoare de gresie albă sau albastră precum cele ale moscheii din Tabriz au fost identificate și în alte zone. Cu toate acestea, acest tip de gresie nu a fost utilizată pe scară largă în Iranul secolului al XV-lea, Moscheea Albastră constituind un exemplu remarcabil al acestui model. Doar în Iranul oriental, în provincia Khorasan, au fost descoperite bucăți de gresie alb-albastră similară celei de la Moscheea Albastră, unde au fost folosite la decorarea Moscheii Goharshad din Mashhad în timpul perioadei timuride.
Intrarea în moschee se face printr-un portal decorat cu mozaicurii și caligrafii coranice de tip kufic și tuluth. De asemenea, domul locașului se ridică la o înălțime de 20 de metri deasupra pământului.
Planul edificiului în formă de T este neobișnuit pentru moscheile iraniene. Intrarea principală duce într-o anticameră care formează centrul unei galerii ce înconjoară camera centrală pe trei laturi și ale cărui două brațe duc la cele două nișe de rugăciune (mihrab) aflate pe latura sudică. Galeria este acoperită de nouă cupole, trei pe fiecare parte, iar fiecare braț se termină Într-o boltă deasupra unei nișe de rugăciune. Domul central se sprijină pe opt arcade. În partea sudică a clădirii se află mausoleul lui Jahan Shah. Acesta este acoperit în întregime cu marmură albastră și este decorat cu versete din Coran sub forma caligrafiilor tuluth.

## Galerie de imagini

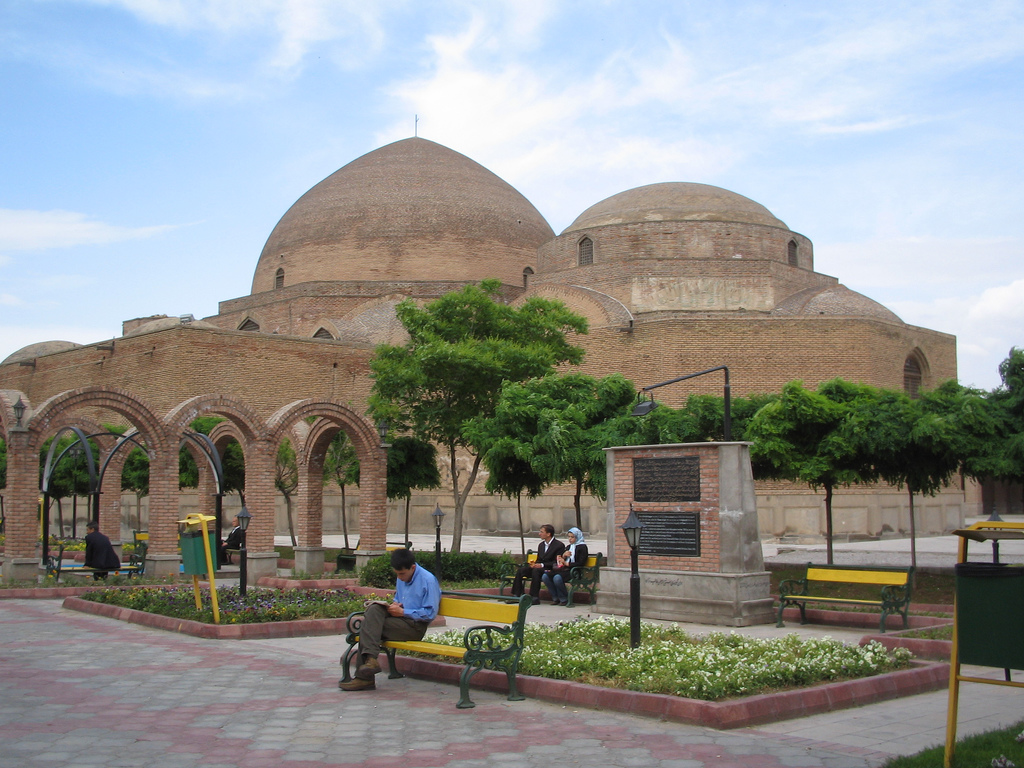
Moscheea Albastră
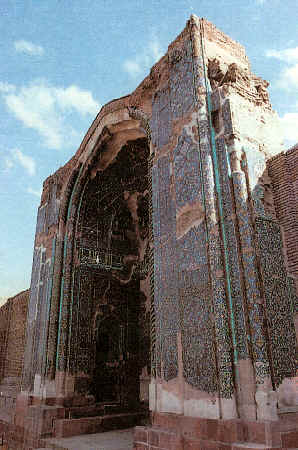
Portalul, vedere laterală.
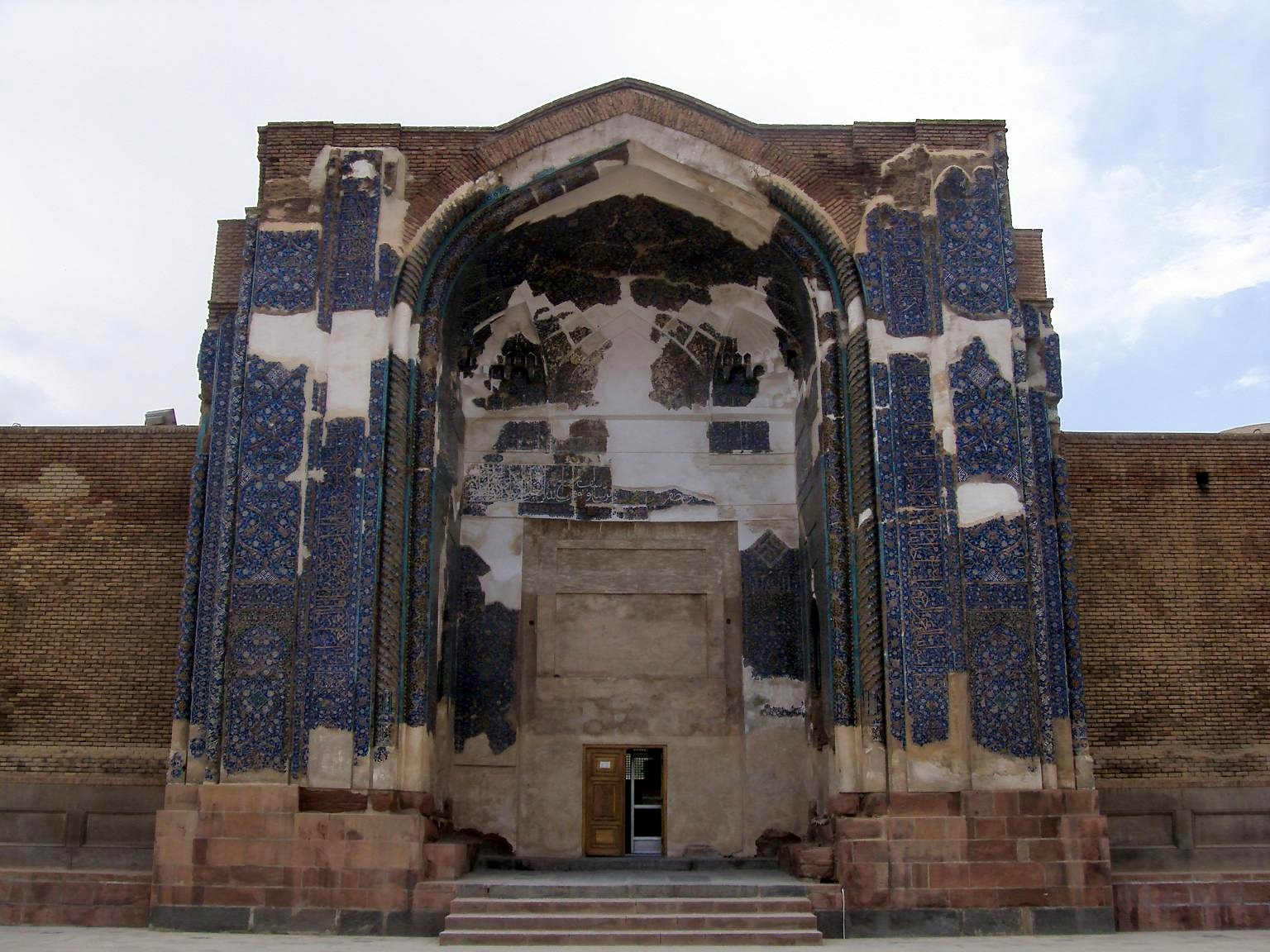
Portalul, vedere frontală.
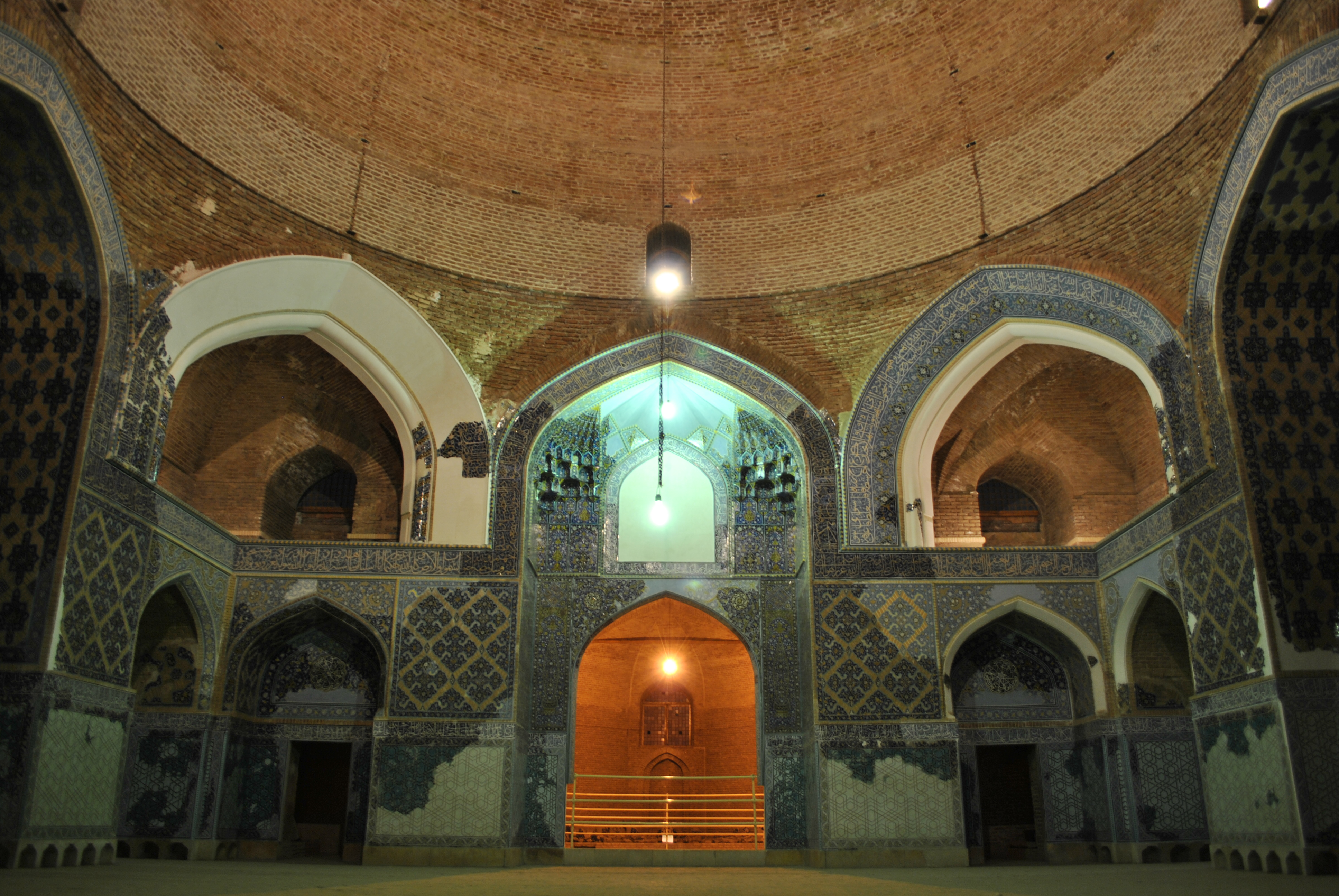
Interiorul.
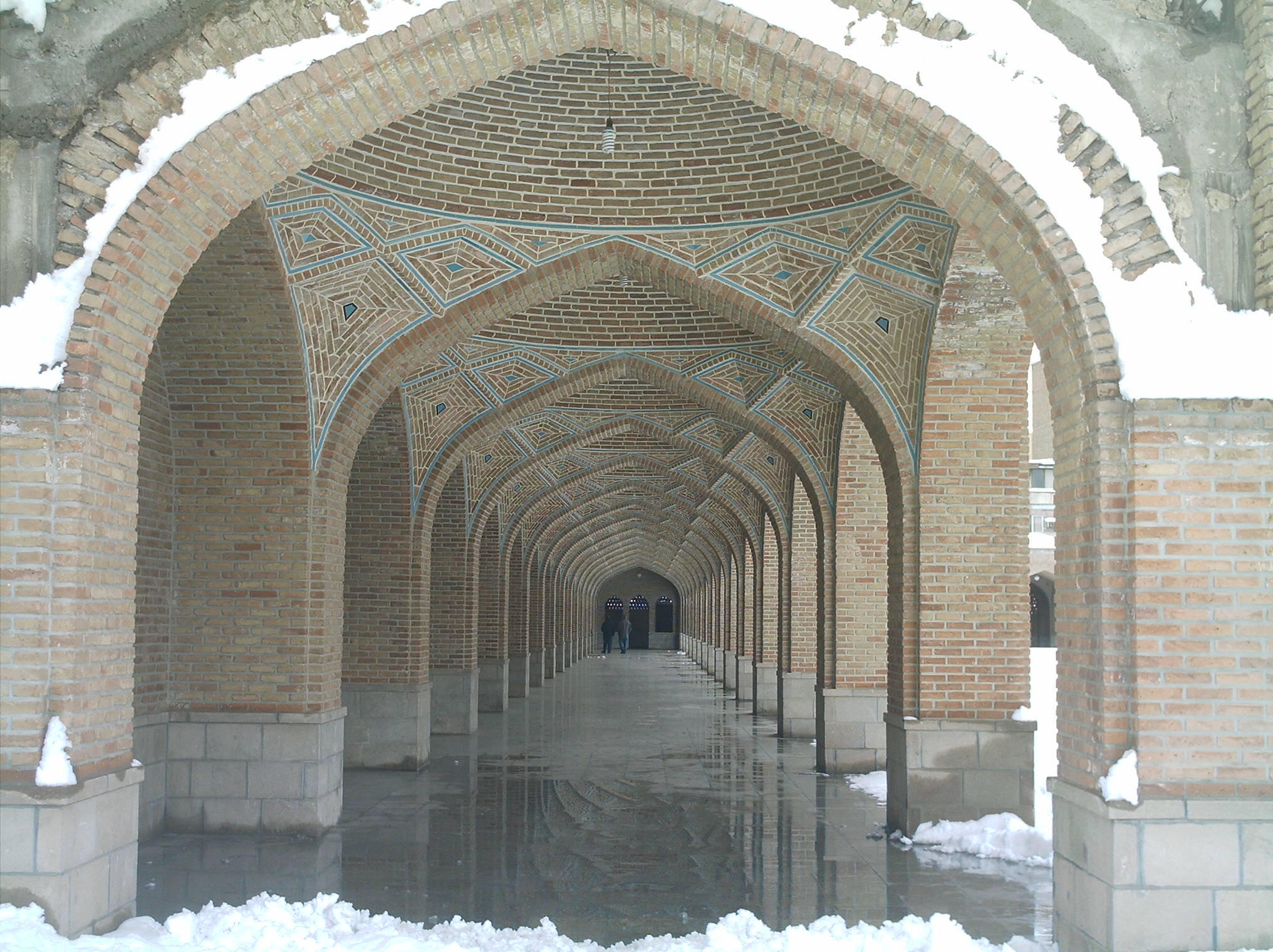
Galerii.